# HMS Superb (25)
Pour les autres navires du même nom, voir HMS Superb.
Le HMS Superb est un croiseur léger de la classe Minotaur de la Royal Navy.

## Histoire
Le Superb est impliqué dans l'incident du détroit de Corfou en 1946, mais n'aura pas une grande carrière. Il fait partie de la revue de la flotte pour célébrer le couronnement d'Élisabeth II en 1953. Le croiseur est parfois le navire amiral du rear admiral Herbert Annesley Packer. Il est rénové en 1956 et 1957. Cependant les plans pour sa modernisation sont abandonnés puis il est retiré du service en décembre 1957. Sa démolition est approuvée deux ans plus tard, il arrive au chantier de Dalmuir le 8 août 1960.